# Кукурудзяна олія

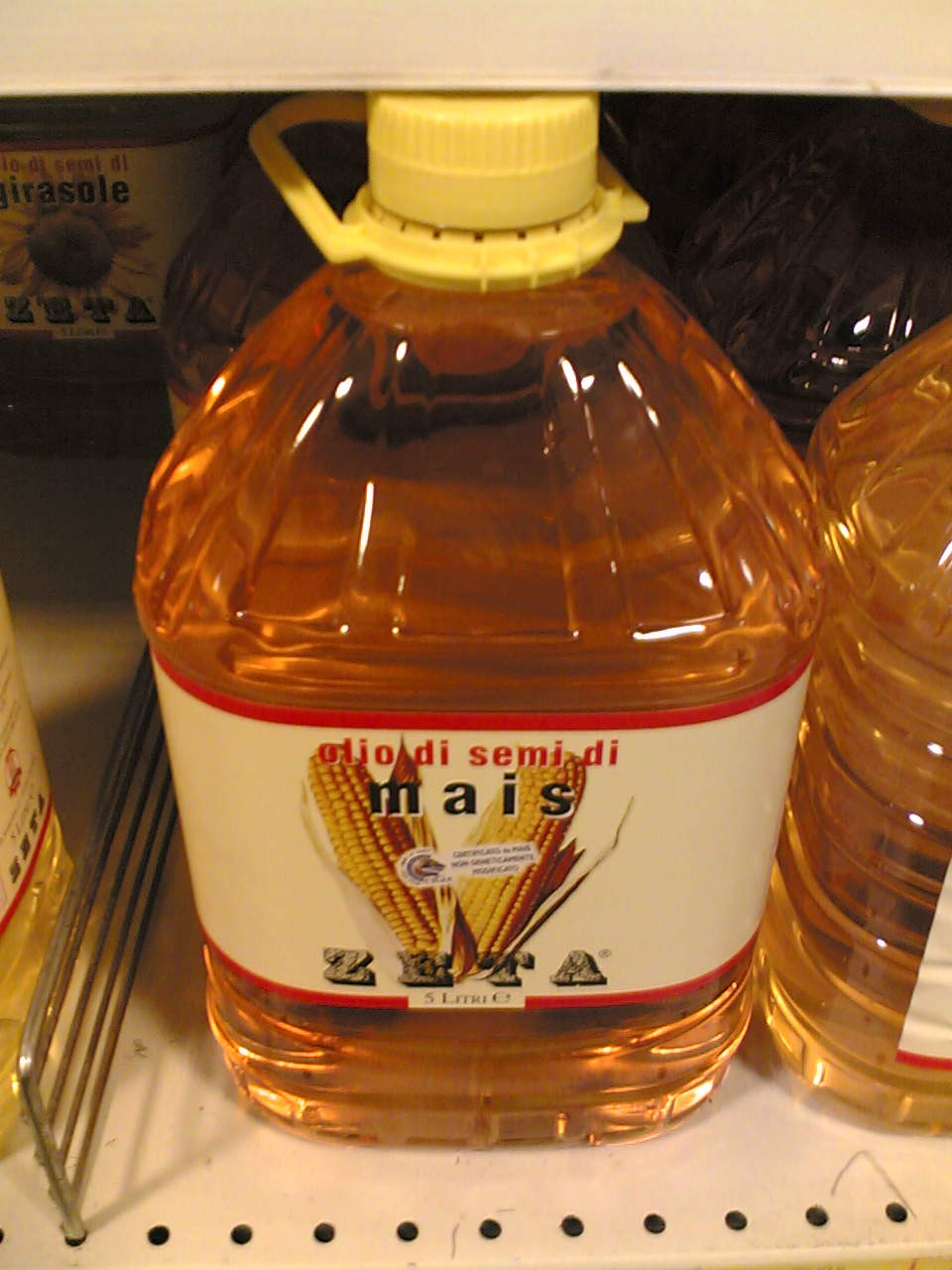
Кукурудзяна олія в 5-літрових пластикових пляшках.

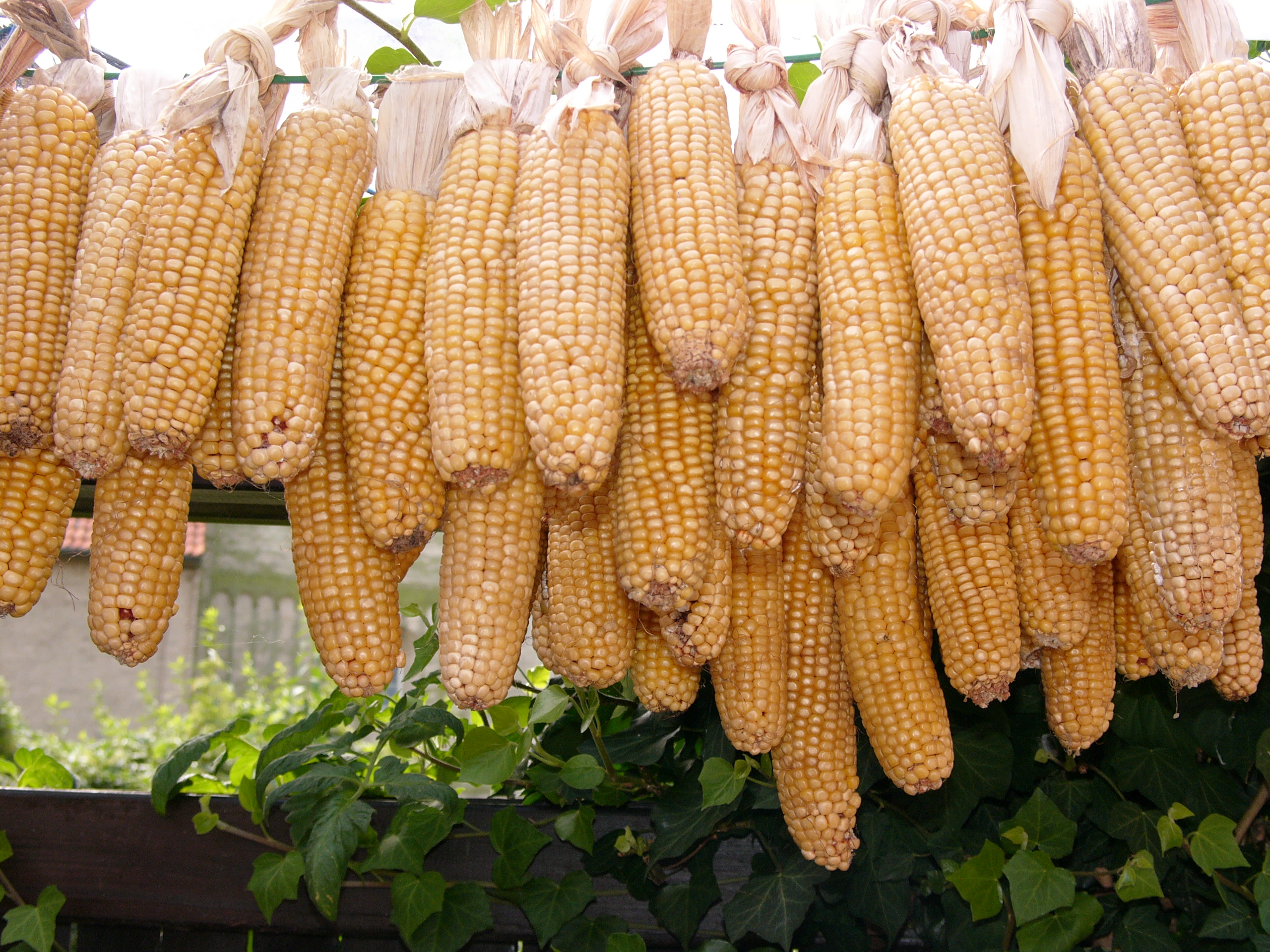
Кукурудзяні качани — сировина для виробництва кукурудзяної олії.

Кукурудзяна олія (маїсова олія) — жирна рослинна олія, що отримується із зерен кукурудзи.

## Властивості
Кукурудзяна олія має приємні запах і смак. Колір — від світло-жовтого до червонувато-коричневого.
- Густина при 10 °C — 924 кг/м³
- Температура застигання — від −10 до −15 °C
- Кінематична в'язкість при 20 °C — 60,6·10−6 м²/сек
- Показник заломлення (при 20 °C) — 1,471—1,473.
- Йодне число — 117—123.

## Склад
За своїм хімічним складом кукурудзяна олія подібна до соняшникової олії[джерело?].
Вміст жирних кислот:
- насичених (сумарно): 10—14 %,
- ненасичених (сумарно): 85—86 %.

Кукурудзяна олія містить кислоти (у %): 2,5—4,5 стеаринова, 8—11 пальмітинова, 0,1—1,7 міристинова, 0,4 арахінова, 0,2 лігноцеринова, 30—49 олеїнова, 40—56 ліноленова, 0,2—1,6 гексадеценова[джерело?].
Кукурудзяна олія є напіввисихаючою.

## Застосування
Кукурудзяну олію ділять на види і марки:
- нерафінована,
- рафінована недезодорована,
- рафінована дезодорована марки Д (для виробництва продуктів дитячого та дієтичного харчування)
- рафінована дезодорована марки П (для постачання в торговельну мережу та на підприємства громадського харчування).

Сира олія широко застосовується в промисловості: у миловарінні, у виробництві мастильних матеріалів, вичинці шкур тощо. Рафінована олія є харчовою і використовується в кулінарії, кондитерській промисловості, у сумішах з іншими оліями та ін. Застосовують її для приготування різного тіста, хлібобулочних виробів, соусів, використовують при виготовленні дитячого харчування. Кукурудзяна олія у 2,5 раза калорійніша від крохмалю.
У медицині використовують для протидії склеротичним бляшкам.

## Корисні властивості
- Кукурудзяна олія рекомендована хворим на цукровий діабет, тому що значно знижує рівень цукру у крові[джерело?].
- Допомагає хворим на ожиріння, бо покращує обмін речовин та виводить шкідливі токсини з організму[джерело?].
- Є профілактикою ракових захворювань[джерело?].
- Бореться з карієсом та лікує запалення ясен[джерело?].
- Також фосфатиди (лецитин) кукурудзяної олії входять до складу клітинних мембран і відіграють важливу роль в забезпеченні функцій тканини головного мозку[джерело?].
- В косметології бореться із сухістю шкіри обличчя та відновлює сухе та ламке волосся[джерело?].

## Протипоказання
Кукурудзяну олію небажано вживати людям із підвищеним зсіданням крові та схильністю до тромбозів, а також при виразковій хворобі шлунка чи дванадцятипалої кишки[джерело?].